# Igernella
Igernella is een geslacht van sponsdieren uit de klasse van de Demospongiae (gewone sponzen).

## Soorten
- Igernella mirabilis Lévi, 1961
- Igernella notabilis (Duchassaing & Michelotti, 1864)
- Igernella vansoesti Uriz & Maldonado, 1996